# Grid djevojke
Grid djevojke (poznate i pod nazivima race queens, pit djevojke, djevojke s kišobranima, te paddock djevojke) su hostese koje se radi promocije nalaze među osobljem na stazi u mototrkama. Njihov glavni zadatak je držanje tabele s imenom i startnim brojem vozača na startnom gridu neposredno prije početka utrke. Osim toga, sudjeluju i na ceremonijama dodjela nagrada nakon utrka. Uz sudjelovanje na utrkama, prisustvuju i na sajmovima automobila gdje stoje uz automobile te motocikle.

## Vanjske poveznice
|  | Zajednički poslužitelj ima još gradiva o temi Grid djevojke |